# Championnat d'Italie de football de deuxième division
Pour les articles homonymes, voir Série B (homonymie).
La Serie B, officiellement appelée Serie BKT pour des raisons de parrainage depuis la saison 2018-2019, est le championnat d'Italie de 2e division. De 1921 à 1926, il se dénommait Seconda Divisione, avant d'être renommé pour trois ans Prima Divisione (la Serie A étant alors Divisione Nazionale), puis de prendre le nom de Serie B depuis 1929. Il constitue le deuxième échelon de la hiérarchie du football professionnel italien derrière la Serie A et devant l'ancienne Serie C1, devenue Lega Pro Prima Divisione (D3).
Ce championnat organisé par Lega Nazionale Professionisti regroupe vingt équipes professionnelles qui se rencontrent chacune à deux reprises de septembre à juin (un match à domicile et un match à l'extérieur). À la fin de la saison, les deux clubs en tête du classement sont directement promus en Serie A, tandis que les six suivants se disputent la place restante sous la forme de barrages et que les trois équipes totalisant le plus faible nombre de points sont reléguées (en cas d'égalité elles seront départagées à la différence de buts). Le troisième du championnat est directement promu s'il possède au moins quatorze points d'avance sur le quatrième. Les équipes classées 16e et 17e se rencontrent en matchs aller-retour (sauf s'il y a au moins cinq points d'écart entre les deux) le perdant est relégué.
Depuis la saison 2006-2007, le vainqueur de la compétition reçoit la Coppa Ali della Vittoria qui symbolise les ailes de la déesse Niké tenant une coupe semblable à celle de la flamme olympique.

## Présentation
La Serie B est mise en place en 1929 pour la saison 1929/1930. Elle réunit aujourd'hui 22 clubs (depuis 2004/2005) La Serie B a comporté d'abord 20 équipes, ce chiffre étant augmenté à 24 en 2003/2004 (en raison du cas Catane)[pas clair], puis abaissé à 22 en 2004/2005 grâce à l'augmentation du nombre d'équipe en Serie A qui est passée de 18 à 20 équipes.

## Participation
Le record de participations est détenu par l'équipe de Brescia (53). Parmi les meilleures équipes italiennes, l'ont disputé le Torino, la Juventus, l'AS Rome, la Lazio de Rome, SSC Napoli et le Milan AC comme leur plus mauvaise division.
En plus du Brescia, 53 fois, les 133 équipes qui ont participé à la Serie B (79 saisons depuis 1929-1930 jusqu'à 2010-2011) sont les suivantes :
- 49 fois, Hellas Vérone,
- 45 fois, Modène
- 41 fois, Palerme
- 39 fois, Bari
- 38 fois, Monza
- 34 fois, Padoue
- 33 fois, Catane, Côme, Genoa, la Reggiana, Venise (1907-1987)
- 32 fois, Messine
- 31 fois, Pescara, Pise et Tarante
- 30 fois, Vicence
- 29 fois, Novare
- 28 fois, l'Atalanta Bergame, Cagliari et Catanzaro
- 27 fois, Cesena
- 26 fois, la Cremonese, Lecce et Parme
- 24 fois, la Salernitana
- 23 fois, Foggia
- 22 fois, Ancône et la Triestina
- 21 fois, Livourne, Pérouse, la Sambenedettese, la Ternana
- 20 fois, l'Alexandrie et la SPAL Ferrara
- 19 fois, Cosenza, la Lucchese, la Pistoiese, la Reggina et Spezia
- 18 fois, Plaisance et l'Udinese
- 17 fois, Varèse
- 16 fois, Arezzo, Ascoli, Empoli et Trévise
- 15 fois, la Sampdoria
- 14 fois, Avellino, Legnano et Mantoue
- 13 fois, Pro Patria
- 12 fois, Fanfulla, Naples et Sienne
- 11 fois, Bologne, la Lazio de Rome, Lecco, Torino et Vigevano
- 10 fois, Marzotto Valdagno et Prato
- de 9 à 2 fois :  Rimini, AlbinoLeffe, Chievo, Pro Verceil, Crotone, Ravenne, Syracuse, Brindisi, Fidelis Andria, Seregno, Viareggio, Campobasso, Cittadella, Fiorentina, Frosinone, Potenza, Savone, Barletta, Casal, Grosseto, Monfalcone, Pavie, Pro Sesto, Cavese, Derthona FC, Grion Pola, L'Aquila, Piombino, Sanremese, Sassuolo, Savoia, Acireale, Biellese, Carrarese, Casertana, Castel di Sangro, Crema, Fiumana, Gallaratese, Licata, Milan AC, Nocerina, Pro Gorizia, Rieti, Scafatese, Suzzara, Trani et Vogherese ;
- une seule fois : Alba Trastevere, Alzano Virescit, Arsenale Taranto, Benevento, Bolzano, Centese, Fermana, Forlì, Gallipoli, Gubbio, Juventus, Macerata, Magenta, Massese, M.A.T.E.R., Matera, Mestrina, Molinella, Portogruaro, Rome, Sestrese, Sorrente, Stabia, et Vita Nova.

Il faut néanmoins remarquer que les équipes suivantes disputèrent uniquement les championnats de Serie B élargis (et pas ceux à poule unique) dans l'immédiat après-guerre, quand le championnat fut provisoirement ouvert aux meilleurs clubs de la Serie C : Carrarese, Crema, Gallaratese, Pro Gorizia, Rieti, Scafatese, Suzzara et Voghera, toutes à deux reprises ;  Alba Roma, Arsenale Taranto, Bolzano, Centese, Forlì, Gubbio, Magenta, Mestre, Ponte San Pietro et Sestrese, une seule fois.
Brescia détient également le record de participations consécutives (18, entre 1947-1948 et 1964-1965), Vicence celui des participations en cours (dix fois en 2010-2011).

## Palmarès
- 1929/1930 : Casale
- 1930/1931 : Fiorentina (1)
- 1931/1932 : Palerme (1)
- 1932/1933 : Livourne (1)
- 1933/1934 : Sampierdarenese
- 1934/1935 : Genoa (A), Bari (B)
- 1935/1936 : Lucchese
- 1936/1937 : Livourne (2)
- 1937/1938 : Modène
- 1938/1939 : Fiorentina (2)
- 1939/1940 : Atalanta (2)
- 1940/1941 : Sampiedarenese
- 1941/1942 : Bari
- 1942/1943 : Modène
- 1943 à 1945 : pas de championnat
- 1945/1946 : Alexandrie
- 1946/1947 : Pro Patria (A), Lucchese (B), Salernitana (C)
- 1947/1948 : Novare (A), Padova (B), Palerme (C)
- 1948/1949 : Côme
- 1949/1950 : Naples
- 1950/1951 : SPAL
- 1951/1952 : AS Rome
- 1952/1953 : Genoa (2)
- 1953/1954 : Calcio Catania
- 1954/1955 : Vicence (1)
- 1955/1956 : Udinese
- 1956/1957 : Hellas Vérone (1)
- 1957/1958 : Triestina
- 1958/1959 : Atalanta (3)
- 1959/1960 : Torino (1)
- 1960/1961 : Venezia (1)
- 1961/1962 : Genoa (3)
- 1962/1963 : Messine
- 1963/1964 : Varese (1)
- 1964/1965 : Brescia (1)
- 1965/1966 : Venezia (2)
- 1966/1967 : Sampdoria
- 1967/1968 : US Palerme (2)
- 1968/1969 : Lazio
- 1969/1970 : Varese (2)
- 1970/1971 : Mantova
- 1971/1972 : Ternana
- 1972/1973 : Genoa (4)
- 1973/1974 : Varese (3)
- 1974/1975 : Perugia
- 1975/1976 : Genoa (5)
- 1976/1977 : Vicence (2)
- 1977/1978 : Ascoli
- 1978/1979 : Udinese
- 1979/1980 : Côme (1)
- 1980/1981 : AC Milan (1)
- 1981/1982 : Hellas Vérone (2)
- 1982/1983 : AC Milan (2)
- 1983/1984 : Atalanta (4)
- 1984/1985 : Pise
- 1985/1986 : Ascoli
- 1986/1987 : Pescara et Pise (titre partagé)
- 1987/1988 : Bologne (1)
- 1988/1989 : Genoa (6)
- 1989/1990 : Torino (2)
- 1990/1991 : Foggia
- 1991/1992 : Brescia (2)
- 1992/1993 : Reggiana
- 1993/1994 : Fiorentina (3)
- 1994/1995 : Piacenza
- 1995/1996 : Bologne (2)
- 1996/1997 : Brescia (3)
- 1997/1998 : Salernitana
- 1998/1999 : Hellas Vérone (3)
- 1999/2000 : Vicence (3)
- 2000/2001 : Torino (3)
- 2001/2002 : Côme
- 2002/2003 : Sienne
- 2003/2004 : Palerme (3)
- 2004/2005 : Empoli (1)
- 2005/2006 : Atalanta (5)
- 2006/2007 : Juventus
- 2007/2008 : Chievo Vérone
- 2008/2009 : Bari
- 2009/2010 : Lecce
- 2010/2011 : Atalanta (6)
- 2011/2012 : Pescara (2)
- 2012/2013 : Sassuolo
- 2013/2014 : Palerme (4)
- 2014/2015 : Carpi (1)
- 2015/2016 : Cagliari (1)
- 2016/2017 : SPAL (2)
- 2017/2018 : Empoli (2)
- 2018/2019 : Brescia
- 2019/2020 : Benevento
- 2020/2021 : Empoli (3)
- 2021/2022 : Lecce (2)
- 2022/2023 : Frosinone Calcio
- 2023/2024 : Parme Calcio 1913
- 2024/2025 : Sassuolo (2)

- entre parenthèses : le nombre de titres